# Condado de Grant (Dakota del Sur)
El condado de Grant (en inglés: Grant County, South Dakota),  fundado en 1873,  es uno de los 66 condados en el estado estadounidense de Dakota del Sur. En el 2000 el condado tenía una población de 7847 habitantes en una densidad poblacional de 4 personas por km². La sede del condado es Milbank.

## Geografía
Según la Oficina del Censo, el condado tiene un área total de 1782 km² (688 mi²), de la cual 1768 km² (682,6 mi²) es tierra y 14 km² (5,4 mi²) es agua.

### Condados adyacentes
- Condado de Roberts - norte
- Condado de Big Stone - noreste
- Condado de Lac qui Parle - este
- Condado de Deuel - sur
- Condado de Codington - suroeste
- Condado de Day - oeste

## Demografía
En el 2000 la renta per cápita promedia del condado era de $33 088, y el ingreso promedio para una familia era de $40 407. El ingreso per cápita para el condado era de $16 543. En 2000 los hombres tenían un ingreso per cápita de $27 941 versus $20 192 para las mujeres. Alrededor del 9.90% de la población estaba bajo el umbral de pobreza nacional.
| 1910 | 1920   | 1930   | 1940   | 1950   | 1960   | 1970 | 1980 | 1990 | 2000 | Est. 2008 |
| ---- | ------ | ------ | ------ | ------ | ------ | ---- | ---- | ---- | ---- | --------- |
| 9103 | 10 303 | 10 880 | 10 729 | 10 552 | 10 233 | 9913 | 9005 | 9013 | 8372 | 7847      |

## Ciudades y pueblos
- Albee
- Big Stone City
- La Bolt
- Marvin
- Milbank
- Revillo
- Stockholm
- Strandburg
- Troy
- Twin Brooks

## Mayores autopistas
| - Interestatal 29 - Carretera de U.S. 12 - Carretera de U.S. 81 - Carretera Dakota del Sur 15 | - Carretera Dakota del Sur 20 - Carretera Dakota del Sur 123 - Carretera Dakota del Sur 158 |